# Estación de la Avenida Henri Martin
Avenue Henri Martin es una estación de la línea RER C situada en el XVI Distrito de París junto a la avenida homónima.
Abierta como estación de la línea Petite Ceinture, es una de las pocas estaciones que ha sobrevivido al abandono de dicha línea, siendo recuperada con el proyecto VMI (Vallée de Montmorency-Invalides) para formar parte de la línea RER C en el tramo común de los ramales C1 y C3.